# Hiroshi Soejima
Hiroshi Soejima (副島 博志 Soejima Hiroshi?,  nacido el 26 de julio de 1959 en Saga) es un exfutbolista y actual entrenador japonés que se desempeñaba como centrocampista.
En 1980, Soejima jugó 3 veces para la Selección de fútbol de Japón.

## Trayectoria

### Clubes
| Club           | País  | Año         |
| -------------- | ----- | ----------- |
| Yanmar Diesel  | Japón | 1978 - 1991 |
| Sumitomo Metal | Japón | 1991 - 1992 |

### Selección nacional
| Selección | País  | Año  |
| --------- | ----- | ---- |
| Absoluta  | Japón | 1980 |

## Estadística de equipo nacional
| Selección de Japón | Selección de Japón | Selección de Japón |
| Año                | Part.              | Goles              |
| ------------------ | ------------------ | ------------------ |
| 1980               | 2                  | 0                  |
| Total              | 2                  | 0                  |

## Palmarés

### Títulos nacionales
| Título                   | Club          | País  | Año  |
| ------------------------ | ------------- | ----- | ---- |
| Japan Soccer League      | Yanmar Diesel | Japón | 1980 |
| Copa Japan Soccer League | Yanmar Diesel | Japón | 1983 |
| Copa Japan Soccer League | Yanmar Diesel | Japón | 1984 |

### Distinciones individuales
| Distinción                  | Año  |
| --------------------------- | ---- |
| Japan Soccer League Best XI | 1980 |